# Ochlerotatus britteni
Ochlerotatus britteni is een muggensoort uit de familie van de steekmuggen (Culicidae). De wetenschappelijke naam van de soort is voor het eerst geldig gepubliceerd in 1958 door Marks & Hodgkin.